# Đại học Exeter
Đại học Exeter là một trường đại học nghiên cứu công lập ở Exeter, Devon, Tây Nam Anh, Vương quốc Anh. Trường được thành lập và được ban hiến chương hoàng gia năm 1955, dù các học viện tiền thân của trường, Cao đẳng St Luke, Trường Khoa học Exeter, Trường Nghệ thuật Exeter, và Trường Mỏ Camborne đã được thành lập lần lượt vào các năm 1838, 1855, 1863, và 1888. Trong các hậu danh, Đại học Exeter được viết tắt là Exon. (từ tiếng Latin Exoniensis), và là hậu tố được đặt cho danh dự và các bằng cấp học thuật của trường đại học này.
Trường có bốn cơ sở: Streatham và St Luke's (cả hai đều ở Exeter); và Truro và Penryn (cả hai đều ở Cornwall). Trường đại học này chủ yếu nằm ở thành phố Exeter, Devon, nơi đây là cơ sở giáo dục đại học chính. Streatham là khuôn viên lớn nhất chứa nhiều tòa nhà hành chính của trường.  Khuôn viên Penryn được duy trì cùng với Đại học Falmouth theo sáng kiến Các trường đại học kết hợp ở Cornwall (CUC). Thư viện Exeter Streatham Campus lưu giữ hơn 1,2 triệu tài nguyên thư viện vật lý, bao gồm các tạp chí lịch sử và các bộ sưu tập đặc biệt. Thu nhập hàng năm của tổ chức cho giai đoạn 2017–18 là 415,5 triệu bảng Anh trong đó 76,1 triệu bảng Anh là từ các khoản tài trợ và hợp đồng nghiên cứu, với chi phí là 414,2 triệu bảng Anh.